# Згорнє Косезе
Згорнє Косезе (словен. Zgornje Koseze) — поселення в общині Моравче, Осреднєсловенський регіон, Словенія. 
Висота над рівнем моря: 460,7 м.